# Tarenna gilletii
Tarenna gilletii är en måreväxtart som först beskrevs av De Wild. och Théophile Alexis Durand, och fick sitt nu gällande namn av Nicolas Hallé och Roy Emile Gereau. Tarenna gilletii ingår i släktet Tarenna och familjen måreväxter. Inga underarter finns listade i Catalogue of Life.